# صفحه آخر (فیلم)
صفحه آخر (انگلیسی: The Back Page) یک فیلم پیشا-کد کمدی به کارگردانی کلم بیچم است که در سال ۱۹۳۱ منتشر شد. عنوان فیلم هجوی از عنوان یک نمایشنامه معروف و فیلم صفحه نخست (۱۹۳۱) است که بر پایهٔ آن نمایشنامه ساخته شد.

## گزیدهٔ بازیگران
- ویرجینیا بروکس
- ویلر اوکمن
- جرج مک‌فارلین
- راسکو آرباکل